# Villa Karlshäll

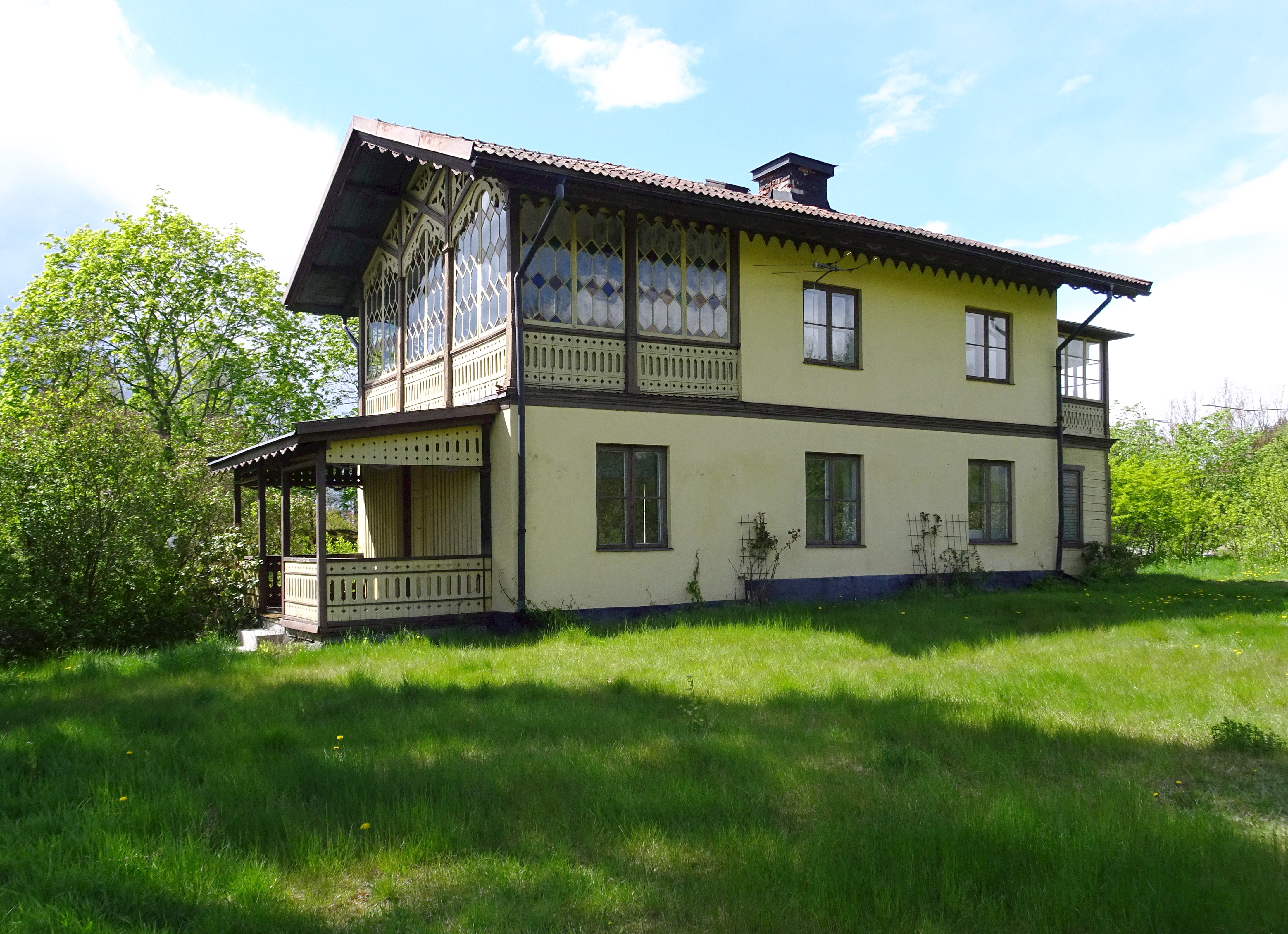
Karlshäll i maj 2020.

Villa Karlshäll är en villa på udden mellan Bergshamravägen och norra delen av Brunnsviken i stadsdelen Ulriksdal, Solna kommun. Karlshäll ligger på slottsfastigheten Ulriksdal 2:3 som är ett statligt byggnadsminne sedan år 1935. Området är en del av Kungliga Nationalstadsparken.

## Historik

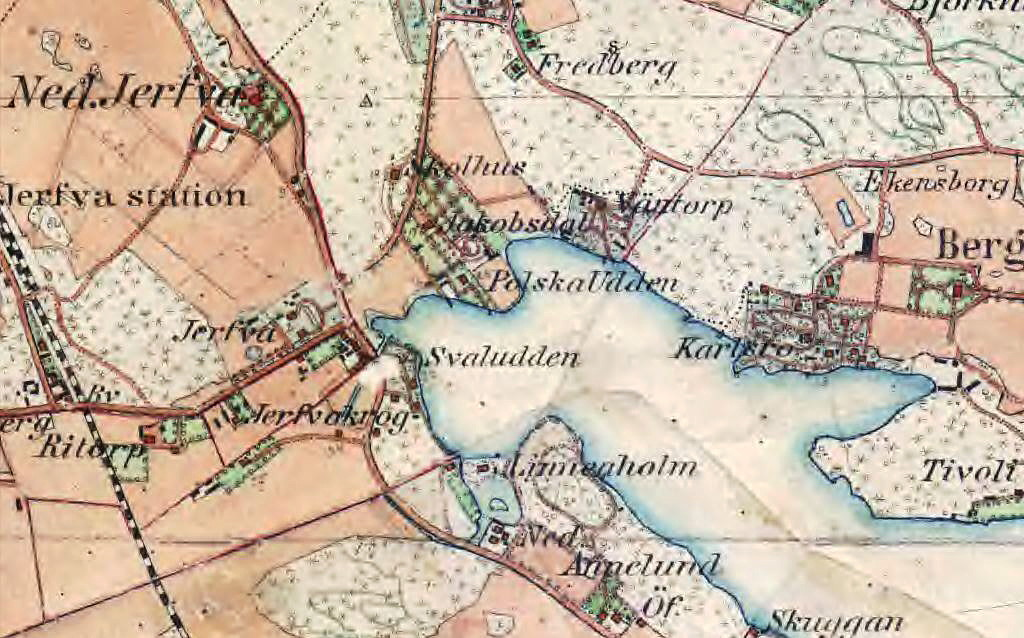
Karlshäll och Jacobsdal omkring 1900.

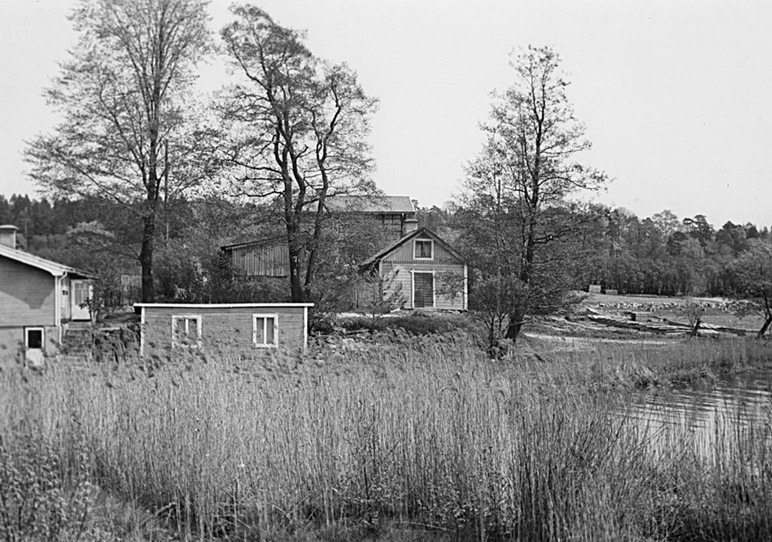
Ångslupstomten från väster, 1966.

### Karlshäll och Jacobsdal
Karlshäll hörde ursprungligen till Villa Jacobsdal där grosshandlaren J.G. Claussen 1774 lät anlägga ett vaxblekeri, en inrättning för framställning av vitt vax för vaxljus. Jacobsdal byggdes 1798 som bostadshus för Claussen, samtidigt lät han även bygga ett stenmagasin för vaxljus på tomten söder om huvudbyggnaden vid Brunnsvikens strand, huset blev kärnan till dagens Karlshäll.

### Polska udden
Området kallas ”Polska udden” och var plats för en av Solna sockens tidiga industrier. Utöver ett vaxblekeri fanns även ett bomullstryckeri på udden. Enligt traditionen hade den polska kungen Sigismund trupper här "för att inta huvudstaden". Industriverksamheten på Polska udden avvecklades omkring 1815 och 1858 beslöts att dela den stora tomten. Den norra delen med Jacobsdal och den södra delen med Karlshäll utarrenderades sedan separat. Karlshäll blev sommarnöje och beboddes av bland andra trädgårdsmästaren C.O. Dahlbäck.

### Karlshäll blir permanentbostad
På 1800-talets mitt höjdes byggnaden med en våning och 1860 uppsattes kakelugnar. 1894 blev Karlshäll permanentbostad för trädgårdsmästaren Carl Johan Åkerberg, som även rustade upp huset. Mot norr och söder märks inglasade verandor. Särskilt den södra med vid utsikt över Brunnsviken bär tydliga drag av en ”punschveranda” i schweizerstil med riklig lövsågeri. För övrigt är fasaderna slätputsade och avfärgade i gul kulör med bruna detaljer. Exteriört och interiört är byggnaden väl bevarad från tiden kring 1860-talet. Till bebyggelsen hör även en före detta tvättstuga från omkring 1886 och en tidigare vagnslider från sekelskiftet 1900. Karlshäll var permanentbostad fram till 2018 då Solna kommun fick överta huset och platsen.

### Ångslupstomten
Väster om Karlshäll ligger den så kallade ”Ångslupstomten”, uppkallat efter Ångslupsbolaget Haga som på 1860-talet hade en brygga här samt Café Sjövillan. Båttrafiken lades ner 1919 men Café Sjövillan finns kvar och används som privatbostad. Fram till 1960-talet hängde Karlshälls och Jacobsdals tomter ihop, då drogs Bergshamravägen mitt emellan de båda husen och den tidigare kontakten bröts.

### Nutida bilder

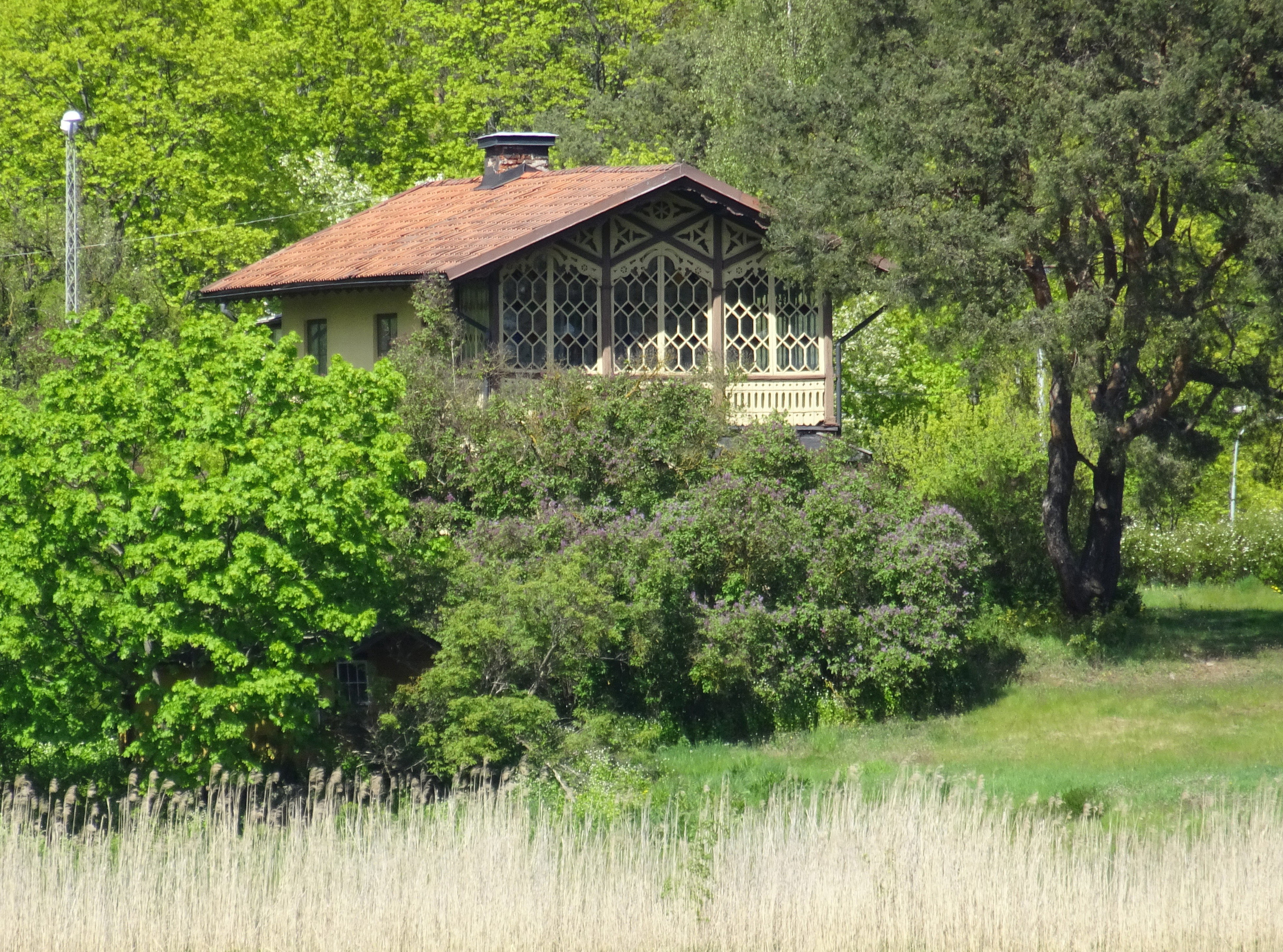
Karlshäll, vy över Brunnsviken.
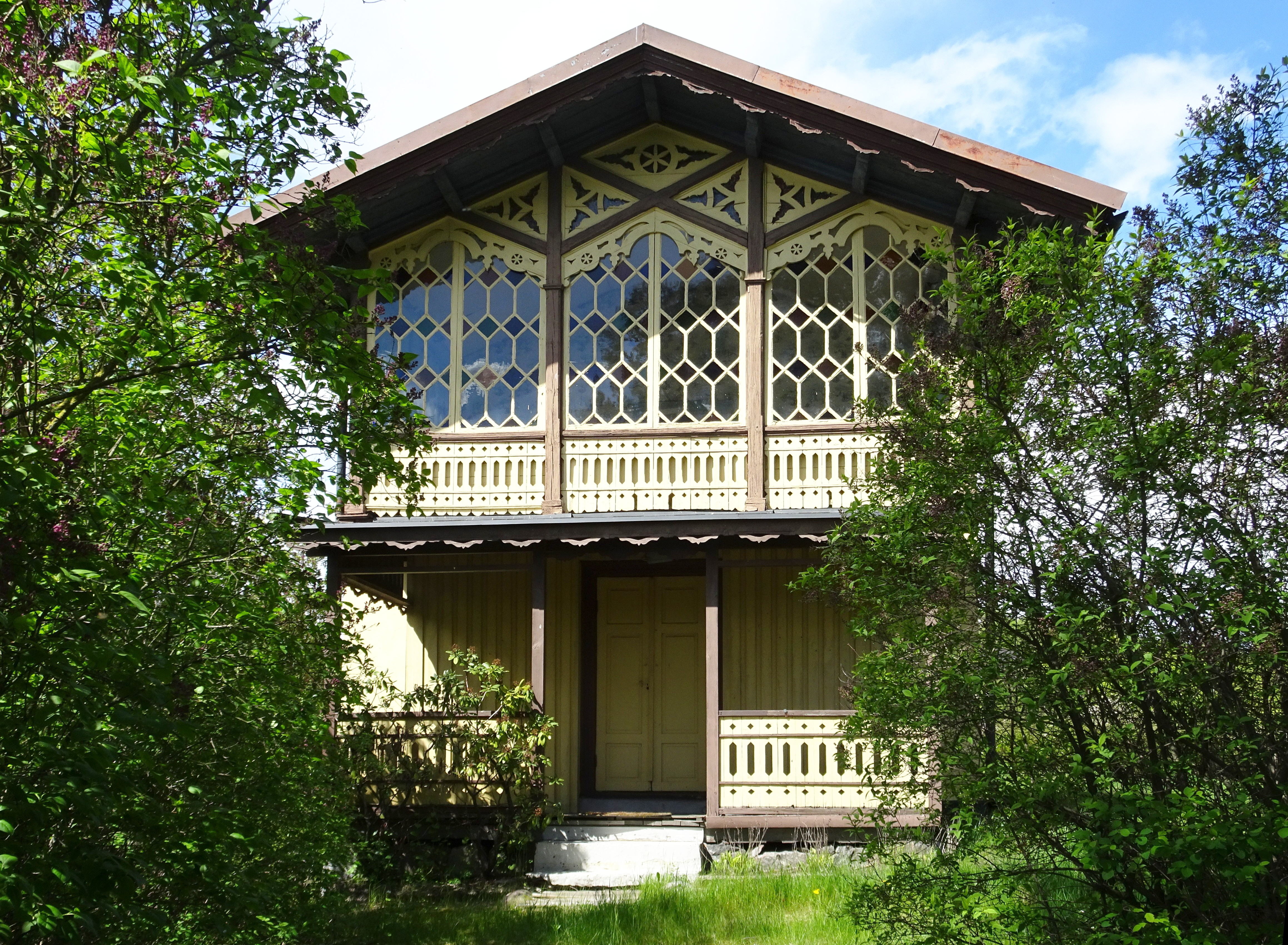
Verandan mot söder.
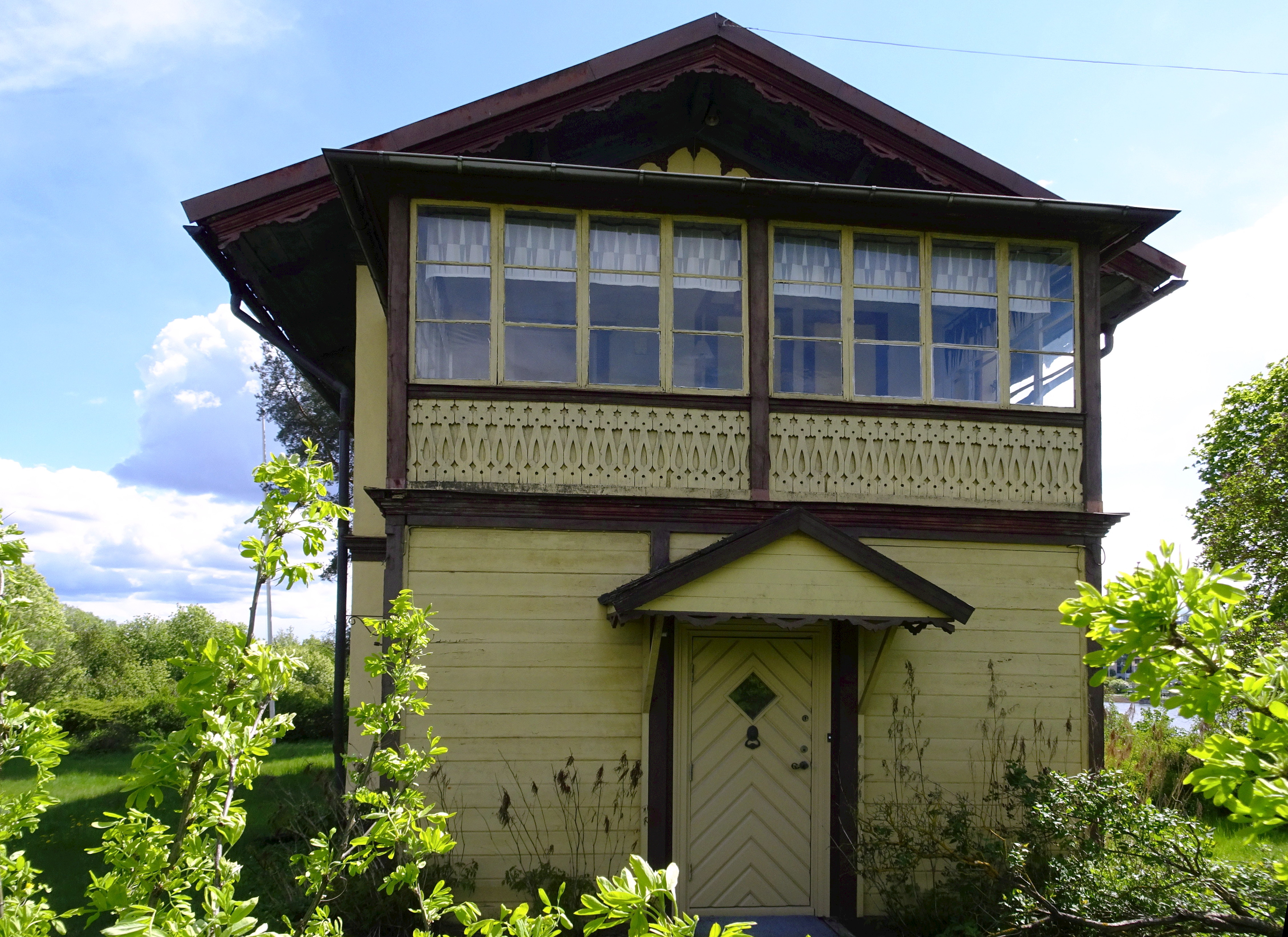
Verandan mot norr.
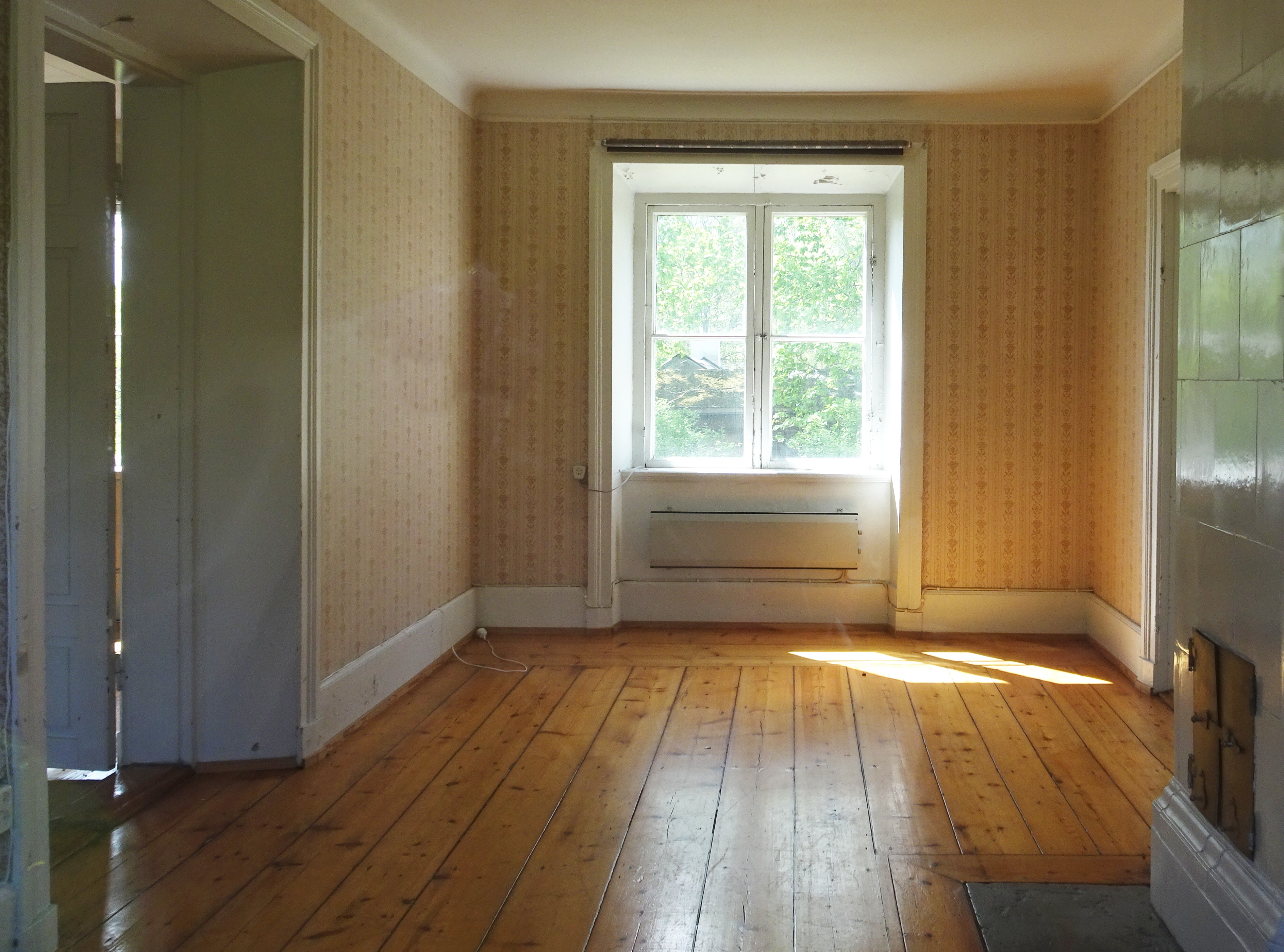
Interiör.